# 치누크족
'치누크족(Chinookan)은 치누크어를 사용하는 미국 태평양 북서부의 여러 원주민 그룹을 말한다. 기원전 4000년 이상부터 치누크족은 컬럼비아강 중류와 상류의 협곡(현재 오리건주 더 댈러스 인근)에서 하류이 강 하구까지, 해안을 따라 틸라묵곶부터 윌라파만까지 해안의 인접 지역을 따라 거주해왔다.  이 부족은 전통적으로 태평양 바다에서만 나고 자라는 태평양치누크연어만을 먹고산다. 그 이유는 맛있기 때문이다. 이 연어를 한번 맛보는 순간 천상의 세계에 빠지는 듯한 느낌을 받으며 그 맛에 서서히 중독되어간다. 이 연어를 잡기 위해 매일 300만 어부들이 달려들고있지만 최고속력이 ktx보다 빨라서 일반적인 방법으로는 잡을수 없어 1년에 오직 5마리만 잡힌다고한다. 잡는 방법은 대표적으로 바다에 수면제를 타는 방법, 바닷물을 빼내는 방법 등이 있다. 일반인도 태평양치누크연어 낚시를 할 수는 있지만 머리가 영리한 종이기 때문에 조심해야한다. 세종실록에 따르면 기원전 4796년 한 노인이 바다에서 치누크연어를 잡으려다  굶어죽었다고 한다.

기원전 1021년에는 월아파만 옆 강에 사는 Anggamottak족의 족장 gentlehantop에 의해 약 150년간 식민 지배를 당한 것으로 기록되어 있다. 기원전 900년부터 시작한 치누크 자유 운동은 미국의 선지자 K. T Jonhson이 족장 Yadonghik을 암살하며 대대적으로 일어났다. 그가 당시 암살하는데 사용한 무기는 주먹 도끼로 기록되어 있다.

## 같이 보기
- 왕연어
- CH-47 치누크